# Něchov
Něchov je malá vesnice, část města Trhové Sviny v okrese České Budějovice v Jihočeském kraji. Nachází se asi pět kilometrů západně od Trhových Svinů. Něchov je také název katastrálního území o rozloze 3,35 km².

## Historie
První písemná zmínka o vesnici pochází z roku 1186.

## Obyvatelstvo
| Rok            | 1869 | 1880 | 1890 | 1900 | 1910 | 1921 | 1930 | 1950 | 1961 | 1970 | 1980 | 1991 | 2001 | 2011 | 2021 |
| -------------- | ---- | ---- | ---- | ---- | ---- | ---- | ---- | ---- | ---- | ---- | ---- | ---- | ---- | ---- | ---- |
| Počet obyvatel | 175  | 156  | 162  | 173  | 160  | 147  | 157  | 97   | 91   | 103  | 98   | 105  | 105  | 100  | 94   |
| Počet domů     | 31   | 31   | 31   | 34   | 33   | 33   | 36   | 34   | 53   | 24   | 23   | 29   | 29   | 31   | 34   |

## Obecní správa
Při sčítání lidu v letech 1850–1867 Něchov byl osadou obce Chlum v okrese Budějovice. V letech 1867–1980 byl samostatnou obcí, se kterým patřil nejprve do okresu České Budějovice (v letech 1890–1910 Budějovice), ale v roce 1950 v okrese Trhové Sviny a od roku 1960 v okrese České Budějovice. Od 1. července 1980 je částí města Trhové Sviny v okrese České Budějovice. Od 12. června 1960 do 30. června 1980 k obci patřilo Todně a od 14. června 1964 do 30. června 1980 také Březí a Nežetice.

## Pamětihodnosti
- Boží muka
- Vodojem